# Поромб (Мазовецьке воєводство)
Поромб (пол. Porąb) — село в Польщі, у гміні Станіславув Мінського повіту Мазовецького воєводства.
Населення — 78 осіб (2011).
У 1975-1998 роках село належало до Седлецького воєводства.

## Демографія
Демографічна структура станом на 31 березня 2011 року:
|          | Загалом | Допрацездатний вік | Працездатний вік | Постпрацездатний вік |
| -------- | ------- | ------------------ | ---------------- | -------------------- |
| Чоловіки | 42      | 9                  | 30               | 3                    |
| Жінки    | 36      | 6                  | 23               | 7                    |
| Разом    | 78      | 15                 | 53               | 10                   |